# شهرستان اومورتاگ
شهرستان اومورتاگ (به بلغاری: Omurtag Municipality) یک شهرستان در بلغارستان است که در استان ترگوویشته واقع شده‌است. شهرستان اومورتاگ ۴۰۱٫۷ کیلومتر مربع مساحت و ۲۱٬۳۵۶ نفر جمعیت دارد.